# Петропавлівська волость (Київський повіт)
Петропавлівська волость — адміністративно-територіальна одиниця Київського повіту Київської губернії.
Станом на 1886 рік складалася з 15 поселень, 13 сільських громад. Населення — 10744 осіб (5380 чоловічої статі та 5364 — жіночої), 744 дворових господарства.
Наприкінці 1880-х років увійшла до складу Білогородської волості.
|                     | Площа, десятин | У тому числі орної, десятин |
| ------------------- | -------------- | --------------------------- |
| Сільських громад    | 9406           | 5949                        |
| Приватної власності | 215            | 99                          |
| Казенної власності  | 479            | —                           |
| Іншої власності     | 1481           | 360                         |
| Загалом             | 11581          | 6408                        |

Основні поселення волості:
- Петропавлівська Борщагівка — колишнє державне село при річці Борщагівка за 12 верст від повітового міста, 872 особи, 132 двори, православна церква, 4 постоялих будинки, 2 лавки, вітряний млин, кузня.

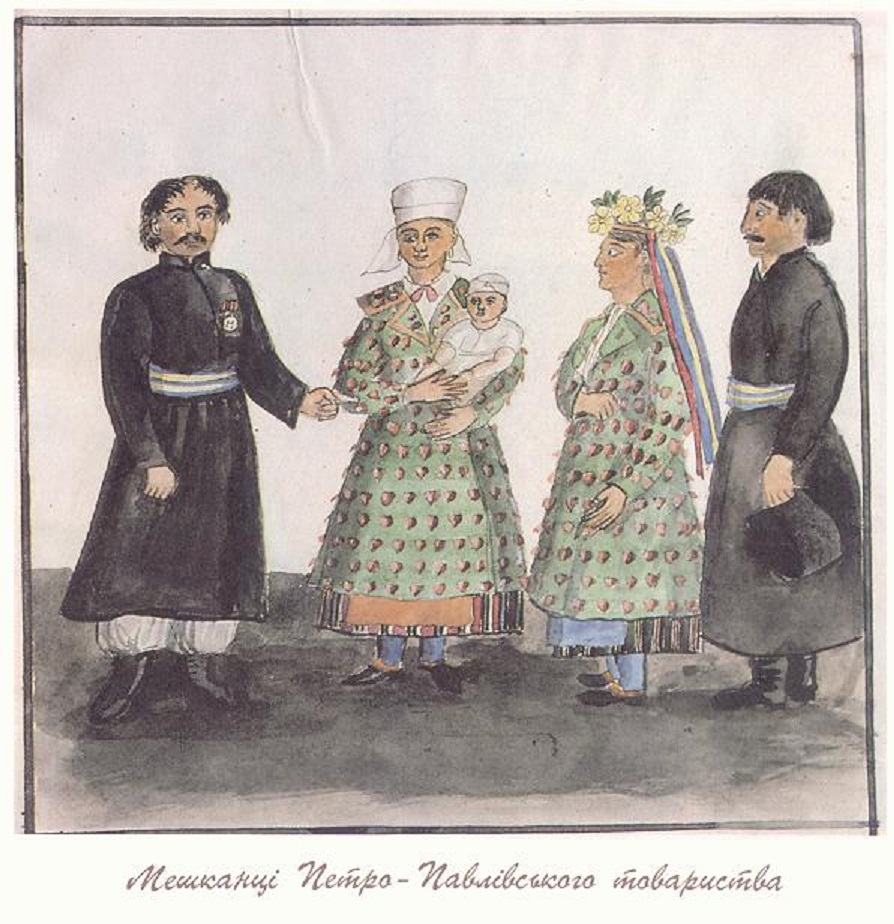
Мешканці Петропавлівського товариства.
Мал. П'єра Де ля Фліза (1848)

- Братська Борщагівка — колишнє державне село при річці Борщагівка, 358 осіб, 54 двори, православна церква, 2 каплиці, 2 постоялих будинки, школа, кузня.
- Біличі — колишнє державне село, 621 особа, 87 дворів, православна церква, школа, постоялий будинок, лавка, 2 кузні.
- Желяни — колишнє державне село при річці Борщагівка, 1015 осіб, 128 дворів, православна церква, кузня, 5 постоялих будинків, 2 водяні млини.
- Романівка — колишнє державне село при річці Ірпінь, 140 осіб, 19 дворів, каплиця, кузня, 2 постоялих будинки, лавка, 2 водяні млини.
- Совки — колишнє державне село, 408 осіб, 61 двір, трактир, 2 постоялих будинки, лавка,  цегельний завод.
- Софіївська Борщагівка — колишнє державне село при річці Борщагівка, 886 осіб, 130 дворів, 3 постоялих будинки, лавка, кузня.
- Шулявщина — колишнє державне село, 160 осіб, 15 дворів, 7 постоялих дворів, 7 постоялих будинків, 7 лавок, круподерний, цегельний та восково-свічний заводи.